# 기시 (형벌)
기시(棄市)는 고대 중국·한국의 형벌로, 사형의 일종이다.

## 개요
죄인을 저잣거리에서 참수하는 공개 처형으로, 《예기》에서 기록이 확인된다.
기시는 상나라·주나라 때부터 이미 존재하였다. 진나라 시기에는 거열·요참·효수와 함께 사형의 종류로 규정되었으며, 전한 또한 진나라의 제도를 답습하였다. 이후 남북조 시대까지 이어지다가 수나라 때에 사형 방식이 참·교로 규정되면서 공식적으로는 폐지되었고, 특히 죄질이 나쁜 자를 처벌할 때에 한하여 간헐적으로 시행되었다.